# Dummheit 2. Art
Der Begriff Dummheit zweiter Art oder Dummheit zweiter Ordnung bezeichnet Situationen oder Ereignisse, in denen eine Person nach einer Regel, Gesetzmäßigkeit oder allgemein nach einer Struktur sucht, obwohl in dem betrachteten Sachverhalt keine derartige Struktur vorhanden ist. Der Begriff wurde von dem deutsch-österreichischen Sozialpsychologen Peter R. Hofstätter in Anlehnung an das Konzept vom Fehler zweiter Art in der Statistik geprägt.

## Dummheit
Der Begriff Dummheit wird gemeinhin als ein Gegenpol zur Intelligenz verstanden, als ein (zu) geringer Ausprägungsgrad der Fähigkeit, die reale Umwelt angemessen zu erfassen und in dieser Umwelt so zu agieren und zu reagieren, dass ein gewünschtes Ziel oder Ergebnis erreicht wird. Sorgfältig davon abzugrenzen ist die Unwissenheit im Sinne eines Mangels an verfügbarem (Fakten-)Wissen, die jedoch oft auch unter den Begriff Dummheit gefasst wird.

## Wissenschaftlicher Hintergrund
In der induktiven oder Interferenz-Statistik geht es typischerweise um Fragestellungen in der Form:
- Gilt für einen bestimmten Gegenstandsbereich oder eine bestimmte Population ein in einer Hypothese A beschriebener Sachverhalt, ist dort eine solche Struktur oder Konstellation gegeben, oder
- muss man davon ausgehen, dass in Wirklichkeit eine ganz andere – in der sog. Alternativhypothese B beschriebene – Struktur oder Konstellation gegeben ist.

Die Entscheidung zwischen diesen beiden Alternativen wird, auf der Basis empirischer Daten, dann mithilfe von entsprechenden statistischen Methoden getroffen. Dabei sind zwei Typen von Fehlern möglich:
- Man kann sich – statistisch – für die Alternativhypothese B entscheiden, obwohl in Wirklichkeit die Hypothese A richtig ist (dieser Fehler wird als Fehler 1. Art bezeichnet); oder
- man bleibt bei der Hypothese A, obwohl in Wirklichkeit die Hypothese B richtig ist (dieser Fehler wird als Fehler 2. Art bezeichnet).

Wenn die mit dem statistischen Verfahren ermittelte, d. h. statistisch getroffene, Entscheidung mit der wahren Sachlage in der Realität übereinstimmen, ist das Ergebnis unproblematisch.

## Übertragung auf menschliche Erkenntnis
Überträgt man dieses Modell auf die menschliche Erkenntnis und die menschliche Erkenntnisfähigkeit, so lässt sich eine entsprechende Konstellation folgendermaßen beschreiben:
Wenn ein Mensch eine in der Realität bestehende Gesetzmäßigkeit, eine Regel, oder eine gegebene Struktur nicht erkennt, so würde dies – im landläufigen Sinne – als Dummheit bezeichnet, dieser Mensch wäre zu dumm, um diese Gesetzmäßigkeit zu erkennen, diese Dummheit entspräche einem Fehler 1. Art in der Statistik.
Analog zum statistischen Vorbild ist auch hier die entgegengesetzte Konstellation vorstellbar, in der ein Mensch in einer bestimmten Situation – immer und immer wieder, geradezu verbissen – nach einer Regel oder einer Gesetzmäßigkeit sucht, aber keine findet (weil es nämlich in der gegebenen Situation in Wirklichkeit eine solche Gesetzmäßigkeit gar nicht gibt); entsprechend dem Vorschlag von Hofstädter kann man hier von einer „Dummheit 2. Art“ sprechen.
Eine schematische Darstellung der möglichen Konstellationen sowie praktische, konkrete Beispiele finden sich bei Manfred Tücke.
Zu der normalen, alltäglichen Dummheit, in der ein Mensch nicht genügend nachdenkt, zu wenig nachgedacht hat (oder überhaupt nicht in der Lage ist, so viel nachzudenken), und deshalb eine Gesetzmäßigkeit nicht erkennt, gibt es auch einen entgegengesetzten Zwilling, bei dem jemand über etwas nachdenkt und nach etwas sucht, wo es eigentlich gar nichts nachzudenken und zu finden gibt.

## Erkenntnistheoretische Weiterungen
Wie auch die Dummheit, ist die Dummheit 2. Art ein relativer Begriff. Das Nicht-Vorhandensein einer Regel, einer Gesetzmäßigkeit, oder einer Struktur ist – wenn überhaupt – nur in sehr seltenen Fällen und mit großem Aufwand nachweisbar. Deutlich wird dies bei der philosophischen Diskussion zum Zufallsbegriff. Dummheit 2. Art kann sich unter Umständen nicht als Dummheit, sondern als Intelligenz herausstellen. Ein Beispiel dafür sind Forschungstätigkeiten, die allgemein anerkannte Tatsachen infrage stellen und letztlich erfolgreich widerlegen.